# Juliana Spahr
Juliana Spahr, née en 1966 à Chillicoth, dans le comté de Ross (Ohio), est une poète, romancière, essayiste, critique littéraire, directrice de publication et professeur d'université américaine.

## Biographie

### Jeunesse et formation
Juliana Spahr est née et a grandi dans l'Ohio. Elle fait des études supérieures au Bard College, puis obtient un doctorat auprès  de l'université d'État de New York à Buffalo, où elle travaille avec Charles Bernstein et Susan Howe. En 1988, elle est profondément marquée par un manifeste sur l'avenir de la poésie cosigné par Ron Siliman, Carla Harryman (en), Lyn Hejinian,  Steve Benson (poet) (en), Bob Perelman et Barrett Watten (en) qui remet en question l'expression lyrique, qui préside au canon de la poésie,,.

### Carrière

#### L'universitaire
Elle enseigne un an au Siena College, avant d'accepter un poste à l'université d'Hawaï à Mānoa de 1997 à 2003. 
Depuis Hawaï, elle publie la revue indépendante CHAIN avec Jena Osman de 1993 à 2005.
En 2003, elle accepte un poste de professeure au Mills College. 

#### La critique littéraire
Plutôt que de rejeter en bloc l'expressionnisme et le lyrisme de la poésie, elle se penche sur l'oeuvre poétique de divers poètes tels que Gertrude Stein, Matthew Arnold, W. H. Auden, Ezra Pound.  Selon elle, le lyrisme serait une tentative donquichottesque d'utilisation du langage pour apporter amour et paix en ce monde. 

### Engagements
Militante féministe et anticapitaliste, elle participe en 2011 au mouvement Occupy Wall Street

## Hommage et distinctions
- En 1995, elle remporte le National Poetry Series pour son premier recueil de poésie intitulé Response, publié l'année suivante[1].
- Elle reçoit le O. B. Hardison Jr. Poetry Prize en 2009[2].

## Œuvre

### Recueils de poésie
- Response, Sun & Moon Press, 2000, 97 p. (ISBN 9781557132895),
- Fuck You-Aloha-I Love You, Middletown, Connecticut, Wesleyan University Press, coll. « Wesleyan Poetry » (réimpr. 2018) (1re éd. 2001), 96 p. (ISBN 9780819565259),
- This Connection of Everyone With Lungs, University of California Press (réimpr. 2008, 2012, 2019) (1re éd. 2005), 86 p. (ISBN 9780520242951),
- The Transformation, Atelos, 2007, 223 p. (ISBN 9781891190261),
- Well Then There Now, Boston, Massachusetts, David R. Godine, 2011, 155 p. (ISBN 9781574232172),

### Roman
- Juliana Spahr et David Buuck, An Army of Lovers, San Francisco, Californie, City Lights Publishers, 2013, 156 p. (ISBN 9780872866294, lire en ligne),

### Essais
- Everybody's Autonomy : Connective Reading and Collective Identity, Tuscaloosa, Alabama, University of Alabama Press (réimpr. 2015) (1re éd. 2001), 224 p. (ISBN 9780817310547, lire en ligne),
- That Winter the Wolf Came, Commune Editions, 2015, 120 p. (ISBN 9781934639177),

### Directrice de publication
- American Women Poets in the 21st Century: Where Lyric Meets Language, (coédité avec Claudia Rankine), Wesleyan, 2002
- Poetry and Pedagogy: The Challenge of the Contemporary, (coédité avec Joan Retallack[5]), Palgrave Macmillan, 2006
- A Megaphone: Some Enactments, Some Numbers, and Some Essays about the Continued Usefulness of Crotchless-Pants-And-A-Machine-Gun Feminism, Chainlinks, 2011

#### Numéros de Chain co-édités avecJena Osman
- in no 1 : Special Topic - Gender and Editing, éd. Chain, 1994.
- Chain no 2 : Documentary, éd Chain, 1995.
- Chain no 3 : Volume 1 Hybrid Genres Mixed Media Jena Osman Juliana Spahr, éd. Chain, 1996.
- Chain no 3 : Part 2. Special Topic: Hybrid Genres / Mixed Media, éd. Chain, 1996.
- Chain no 4 : Procedures, éd. 'A`'A Arts, 1997.
- Chain no 5 : Different Languages, éd. 'A`'A Arts, 1998.
- Chain no 6 : Letters, éd. 'A`'A Arts, 1999.
- Chain no 7 : Memoir / Anti-Memoir, éd. 'A`'A Arts, 2000.
- Chain. 8 : Comics, Philadelphie, Pennsylvanie & Berkeley, Californie, Small Press Distribution,, 2001, 332 p. (ISBN 9781930068124, lire en ligne)
- Chain no 9 : Dialogue, éd. 'A`'A Arts, 2002.
- Chain no 10 : translucinacion, éd. 'A`'A Arts, 2003.
- Chain no 11: Public Forms, éd. 'A`'A Arts, 2004.
- Chain no 12 : Summer 2005, éd. Small Press, 2005 (dernière parution)

## Prix et distinctions
- 1995 : National Poetry Series, Response
- 2009 : Lauréate du O. B. Hardison Jr. Poetry Prize

## Pour approfondir

#### Notices dans des encyclopédies et manuels de références
- (en-US) Claudia Rankine (dir.) et Lisa Sewell (dir.), American Poets in the 21st Century : The New Poetics, Middletown, Connecticut, Wesleyan University Press, 2007, 403 p. (ISBN 9780819567277, lire en ligne), p. 124-150,
- (en-US) Aimee Liu (dir.) et Nicola Morris (dir.), Alchemy of the Word : Writers Talk About Writing, San Francisco, Californie, Coimbra Editions (réimpr. 2020) (1re éd. 2011), 242 p. (ISBN 9780982655641, lire en ligne), p. 147-153,
- (en-US) Loren Glass (dir.), After the Program Era : The Past, Present, and Future of Creative Writing in the University, Iowa City, Iowa, University of Iowa Press, 2017, 281 p. (ISBN 9781609384395, lire en ligne), p. 137-175,
- (en-US) Jill Darling, Geographies of Identity : Narrative Forms, Feminist Futures, Santa Barbara, Californie, Punctum Books, 2021, 214 p. (ISBN 9781685710125, lire en ligne), p. 135-144,

#### Articles
- (en-US) Lynn Keller, « "Post-Language Lyric": The Example of Juliana Spahr », Chicago Review, vol. 55, nos 3 / 4,‎ automne 2010, p. 74-83 (10 pages) (lire en ligne ). ,
- (en-US) Charles Altiery, « The Place of Rhetoric in Contemporary American Poetics: Jennifer Moxley and Juliana Spahr », Chicago Review, vol. 56, nos 2 / 3,‎ automne 2011, p. 127-145 (19 pages) (lire en ligne ),
- (en-US) Diane Chisholm, « Juliana Spahr's Ecopoetics: Ecologies and Politics of the Refrain », Contemporary Literature, vol. 55, no 1,‎ printemps 2014, p. 118-147 (30 pages) (lire en ligne ),
- (en-US) Heather Milne, « Dearly Beloveds: The Politics of Intimacy in Juliana Spahr's "This Connection of Everyone with Lungs" », Mosaic: An Interdisciplinary Critical Journal, vol. 47, no 2,‎ juin 2014, p. 203-218 (16 pages) (lire en ligne ),
- (en-US) Jenna Goldsmith, « Fieldwork: An Interview with Juliana Spahr », Interdisciplinary Studies in Literature and Environment, vol. 23, no 2,‎ printemps 2016, p. 412-421 (10 pages) (lire en ligne ),
- (en-US) Moberley Luger, « Toward a New Poetics of Witness: Juliana Spahr's "This Connection of Everyone with Lungs" », Tulsa Studies in Women's Literature, vol. 36, no 1,‎ printemps 2017, p. 175-200 (26 pages) (lire en ligne ),